# Le Chemin solitaire
Le Chemin solitaire est une pièce de théâtre du dramaturge autrichien Arthur Schnitzler écrite en 1903.

## Personnages
- Felix
- Johanna
- Sala
- Dr Reumann
- Mme Wegrat
- Pr Wegrat
- Julian Irène[1]

## Genèse
Arthur Schnitzler avait commencé à travailler sur sa pièce en 1900, créant les bases de l'action. Elle devait tourner autour du personnage d'un égoïste, celui de Julian. Il va ensuite progressivement faire évoluer sa trame pour intégrer le personnage de Félix pris entre deux pères. Il va aussi développer la psychologie de Julian. Arthur Schnitzler écrit une première version de la pièce en 1901 qui s'appelle alors Junggesellen. Il va alors la regrouper avec sa pièce Professor Bernhardi, écrite en 1899 pour arriver au texte actuel.

## Mises en scène
- 1962 : mise en scène Heinrich Schnitzler[3]
- 1989 : mise en scène Luc Bondy, Théâtre du Rond-Point[4]

## Traductions
- 1989 : Michel Butel, Actes Sud Papier
- 2007 : Martine Bom[5]